# Prepseudatrichia
Prepseudatrichia (лат.) — род двукрылых из семейства Scenopinidae.

## Описание
Мухи с блестяще-чёрным телом лишённым волосков. Ширина головы равна или меньше длины. Первая медиальная жилка на крыле не соединятся с последней радиальной жилкой. Брюшко удлинённое.

## Биология
Личинки хищники, развиваются в ходах, которые образуют жуки-ксилофаги (златки и капюшонники) в стволах древесных бобовых (подсемейства мимозовых и стеркулиевых), мальвовых (Sterculia) и стеблях зонтичных (Ferula).

## Систематика
Род относится к подсемейству Scenopininae и образует трибу Scenopinini с родами Seguyia и Scenopinus. В мировой фауне 5 видов.
- Prepseudatrichia kelseyi Krivosheina, 1980
- Prepseudatrichia mateui Kelsey, 1969
- Prepseudatrichia stenogaster (Séguy, 1931)
- Prepseudatrichia tiger Winterton, 2011
- Prepseudatrichia violacea Kelsey, 1969

## Распространение
Встречается в Афротропической, Ориентальной и Палеарктической зоогеографических областях.